# Calhuaxtitlán
Calhuaxtitlán är en ort i Mexiko.   Den ligger i kommunen Chilapa de Álvarez och delstaten Guerrero, i den södra delen av landet, 210 km söder om huvudstaden Mexico City. Calhuaxtitlán ligger 1 566 meter över havet och antalet invånare är 482.
Terrängen runt Calhuaxtitlán är lite bergig. Runt Calhuaxtitlán är det ganska glesbefolkat, med 39 invånare per kvadratkilometer. Närmaste större samhälle är Chilapa de Alvarez, 9,1 km norr om Calhuaxtitlán. I omgivningarna runt Calhuaxtitlán växer huvudsakligen savannskog.